# Trauma (grup)
Trauma és un grup americà de heavy metal, coneguda, entre d'altres, com la banda on va tocar el baixista Cliff Burton, abans d'unir-se a Metallica. La seva música és comparable a la de Iron Maiden i Montrose amb tempos més ràpids, com es pot veure a les cançons "The Day All Hell Broke Loose" i "Lay Low" del seu primer àlbum.

## Membres

### Membres actuals
- Donny Hillier – cantant
- Kurt Fry – guitarra
- Marcel Eaton – baix
- Kris Gustofson – bateria

### Membres anteriors
- Cliff Burton – baix
- Gillian McTrevor - cantant
- Jeff Crisby - guitarra
- Michael Corston - drums
- Michael Overton – guitarra
- Ross Alexander - guitarra
- George Lady – guitarra
- Lucas Advicula – baix
- Dennis Schaefer – bateria
- Steve Quartarola - bateria
- Ronn Brow - bateria

## Discografia
- Scratch and Scream (1984)